# Jordi Nicolau i Morlà
Jordi Nicolau i Morlà (Vilafranca de Bonany, 1 de novembre de 1937 - 9 de novembre de 1991) va ser un ciclista mallorquí que va ser professional entre 1961 i 1963. El 1959, va participar en els Jocs del Mediterrani de Beirut. Va morir el 1991, degut a un accident de trànsit.
Era el germà gran del cantant Tomeu Penya.

## Palmarès
- 1961
  - 2n a la Volta a Catalunya

### Resultats a la Volta a Espanya
- 1962. 38è de la classificació general
- 1963. 58è de la classificació general